# Лаут (приток Кумы)
Лаут — река в России, протекает по территории Кондинского района Ханты-Мансийского автономного округа. Устье реки находится в 112 км по левому берегу Кумы. Длина реки — 106 км, площадь водосборного бассейна — 1020 км².

## Притоки
- 36 км: Ёл
- 57 км: Тангуль

## Данные водного реестра
По данным государственного водного реестра России относится к Иртышскому бассейновому округу, водохозяйственный участок реки — Конда, речной подбассейн реки — Конда. Речной бассейн реки — Иртыш.